# Liste der Camp-Einträge im National Register of Historic Places
Als Camp sind im National Register of Historic Places (USA) folgende Kulturdenkmale  gelistet:
- Camp 4, in Yosemite, Kalifornien, ID-Nr. 03000056
- Camp Academy, in Leicester, North Carolina, ID-Nr. 85002421
- Camp Allegheny, in Bartow, West Virginia, ID-Nr. 90001446
- Camp Arboretum Sign Shop, in Corvallis, Oregon, ID-Nr. 08000544
- Camp Arrowhead, in Tuxedo, North Carolina, ID-Nr. 05001415
- Camp Atwater, in North Brookfield, Massachusetts, ID-Nr. 82004477
- Camp Bartow Historic District, in Bartow, West Virginia, ID-Nr. 95001325
- Camp Beale Springs, in Kingman, Arizona, ID-Nr. 74000459
- Camp Beauregard Memorial in Water Valley, in Water Valley, Kentucky, ID-Nr. 97000698
- Camp Bell, in Lebanon, Tennessee, ID-Nr. 82004074
- Camp Ben McCulloch, in Driftwood, Texas, ID-Nr. 04001151
- Camp Bethel, in Haddam, Connecticut, ID-Nr. 07001246
- Camp Billings, in Thetford, Vermont, ID-Nr. 05001524
- Camp Branch Historic District, in Taylorsville, Kentucky, ID-Nr. 93001594
- Camp Breckinridge Non-Commissioned Officers’ Club, in Morganfield, Kentucky, ID-Nr. 01000804
- Camp Butler National Cemetery, in Springfield, Illinois, ID-Nr. 97000891
- Camp Caesar, in Cowen, West Virginia, ID-Nr. 09001197
- Camp Chase Site, in Columbus, Ohio, ID-Nr. 73001434
- Camp Clarke Bridge Site, in Bridgeport, Nebraska, ID-Nr. 74001129
- Camp Clearfork Historic District, in Crystal Springs, Arkansas, ID-Nr. 93001079
- Camp Clover Ranger Station, in Williams, Arizona, ID-Nr. 93000520
- Camp Collier (39FA413), in Edgemont, South Dakota, ID-Nr. 88001533
- Camp Comanche Site, in Fort Sill, Oklahoma, ID-Nr. 77001091
- Camp Creek School, Otoe County District No. 54, in Nebraska City, Nebraska, ID-Nr. 80002459
- Camp Curry Historic District, in Yosemite National Park, Kalifornien, ID-Nr. 79000315
- Camp Curtin Fire Station, in Harrisburg, Pennsylvania, ID-Nr. 81000541
- Camp Curtin Memorial Methodist Episcopal Church, in Harrisburg, Pennsylvania, ID-Nr. 10000400
- Camp Date Creek, in Date Creek, Arizona, ID-Nr. 95001361
- Camp Dick Robinson Headquarters, in Lancaster, Kentucky, ID-Nr. 76000888
- Camp Disappointment, in Browning, Montana, ID-Nr. 66000434
- Camp Dodge Pool District, in Johnston, Iowa, ID-Nr. 95000098
- Camp Dudley Road Historic District, in Westport, New York, ID-Nr. 93001136
- Camp Edwin F. Glenn, in Indianapolis, Indiana, ID-Nr. 95001360
- Camp Endicott, in North Kingstown, Rhode Island, ID-Nr. 78000015
- Camp Evans Historic District, in New Bedford, New Jersey, ID-Nr. 02000274
- Camp Five Farmstead, in Laona, Wisconsin, ID-Nr. 95001506
- Camp Floyd Site, in Fairfield, Utah, ID-Nr. 74001939
- Camp Four, in Fort Smith, Montana, ID-Nr. 91001940
- Camp French, in Marine Corps Base, Quantico, Virginia, ID-Nr. 08001055
- Camp Garcia (Campo Asilo) 3 (12VPr2-164), in Barrio Puerto Ferro, Vieques, Puerto Rico, ID-Nr. 91001041
- Camp George West Historic District, in Golden, Connecticut, ID-Nr. 92001865
- Camp Gibbs, in Gibbs City, Michigan, ID-Nr. 93001408
- Camp Gibbs Historic District, in Iron River, Michigan, ID-Nr. 83004863
- Camp Grant Massacre Site, in Lookout Mountain, Arizona, ID-Nr. 98000171
- Camp Greentop Historic District, in Thurmont, Maryland, ID-Nr. 89001583
- Camp Ground Church and Cemetery, in Milan, Missouri, ID-Nr. 85002483
- Camp Ground Methodist Church, in Fayetteville, North Carolina, ID-Nr. 83001845
- Camp Hale Site, in Leadville, Connecticut, ID-Nr. 78003522
- Camp Hamilton House, in Jennings, Louisiana, ID-Nr. 04000072
- Camp Hammond, in Yarmouth, Maine, ID-Nr. 79000137
- Camp Hancock, in Bismarck, North Dakota, ID-Nr. 07001244
- Camp Hancock Site, in Bismarck, North Dakota, ID-Nr. 72001004
- Camp Hawthorne Central Area District, in Camdenton, Missouri, ID-Nr. 85000526
- Camp Hoover, in Graves Mill, Virginia, ID-Nr. 88001825
- Camp Horn Monument, in Dateland, Arizona, ID-Nr. 03000900
- Camp House, in Knoxville, Tennessee, ID-Nr. 73001800
- Camp Howard, in San Diego, Kalifornien, ID-Nr. 75002179
- Camp Intermission, in Saranac Lake, New York, ID-Nr. 92001421
- Camp Juliette Low, in Cloudland, Georgia, ID-Nr. 87001431
- Camp Kiwanee Historic District, in Hanson, Massachusetts, ID-Nr. 05000081
- Camp Lawton, in Millen, Georgia, ID-Nr. 78000992
- Camp Lee Canyon, in Las Vegas, Nevada, ID-Nr. 96001561
- Camp Lincoln, in Crescent City, Kalifornien, ID-Nr. 70000926
- Camp Lincoln Commissary Building, in Springfield, Illinois, ID-Nr. 84000333
- Camp Logan National Guard Rifle Range Historic District, in Zion, Illinois, ID-Nr. 00000640
- Camp Lyon Site, in Reynolds, Idaho, ID-Nr. 72000444
- Camp Mabry Historic District, in Austin, Texas, ID-Nr. 96000967
- Camp Mad Anthony Wayne, in Huntington, West Virginia, ID-Nr. 02001531
- Camp Major Hopkins, in Bainbridge Island, Washington, ID-Nr. 05001351
- Camp Manatoc Concord Lodge and Adirondacks Historic District, in Peninsula, Ohio, ID-Nr. 96001513
- Camp Manatoc Dining Hall, in Peninsula, Ohio, ID-Nr. 96001511
- Camp Manatoc Foresters Lodge and Kit Carson-Dan Boone Cabins Historic District, in Peninsula, Ohio, ID-Nr. 96001514
- Camp Manatoc Legion Lodge, in Peninsula, Ohio, ID-Nr. 96001512
- Camp Manor Apartments, in Springfield, Missouri, ID-Nr. 05001374
- Camp Mather-Camp Logan, in Shawneetown, Illinois, ID-Nr. 98000983
- Camp McDonald, in Kennesaw, Georgia, ID-Nr. 80000996
- Camp Melvin Site, in Iraan, Texas, ID-Nr. 78002909
- Camp Merrie-Woode, in Cashiers, North Carolina, ID-Nr. 95000674
- Camp Methodist Church, in Camp, Arkansas, ID-Nr. 97000402
- Camp Miramichee, in Hardy, Arkansas, ID-Nr. 07001302
- Camp Misty Mount Historic District, in Thurmont, Maryland, ID-Nr. 89001582
- Camp Moore, in Tangipahoa, Louisiana, ID-Nr. 79001092
- Camp Muir, in Paradise, Washington, ID-Nr. 91000176
- Camp Nakanawa Wigwam, in Mayland, Tennessee, ID-Nr. 99001345
- Camp Nelson, in Nicholasville, Kentucky, ID-Nr. 00000861
- Camp Nelson Confederate Cemetery, in Cabot, Arkansas, ID-Nr. 96000503
- Camp Nelson National Cemetery, in Nicholasville, Kentucky, ID-Nr. 98001134
- Camp Nichols, in Wheeless, Oklahoma, ID-Nr. 66000628
- Camp North Bend, in North Bend, Washington, ID-Nr. 93000372
- Camp Nor'Wester, in Lopez Island, Washington, ID-Nr. 97000262
- Camp Olmsted, in Cornwall-on-Hudson, New York, ID-Nr. 82001212
- Camp Ouachita Girl Scout Camp Historic District, in Paron, Arkansas, ID-Nr. 90001826
- Camp Parapet Powder Magazine, in Metairie, Louisiana, ID-Nr. 77000671
- Camp Paxson Boy Scout Camp (24Missouri77), in Lolo National Forest, Montana, ID-Nr. 86000584
- Camp Pendleton-State Military Reservation Historic District, in Virginia Beach, Virginia, ID-Nr. 04000852
- Camp Pin Oak Historic District, in Camdenton, Missouri, ID-Nr. 85001477
- Camp Pinchot Historic District, in Fort Walton Beach, Florida, ID-Nr. 98001255
- Camp Pine Knot, in Raquette Lake, New York, ID-Nr. 86002934
- Camp Quinipet, in Shelter Island Heights, New York, ID-Nr. 05001133
- Camp Radziminski, in Mountain Park, Oklahoma, ID-Nr. 72001067
- Camp Randall, in Madison, Wisconsin, ID-Nr. 71000036
- Camp Release State Monument, in Montevideo, Minnesota, ID-Nr. 73000981
- Camp Rhododendron, in Morgantown, West Virginia, ID-Nr. 91000545
- Camp Rock Spring, in Ivanpah, Kalifornien, ID-Nr. 82005147
- Camp Salmen House, in Slidell, Louisiana, ID-Nr. 06000323
- Camp Santanoni, in Newcomb, New York, ID-Nr. 86002955
- Camp Saxton Site, in Port Royal, South Carolina, ID-Nr. 94001581
- Camp Senia Historic District, in Red Lodge, Montana, ID-Nr. 88000441
- Camp Sequoia, in Three Rivers, Kalifornien, ID-Nr. 77001611
- Camp Shawnee Historic District, in Knob Noster, Missouri, ID-Nr. 85000506
- Camp Sheridan and Spotted Tail Indian Agency, in Hay Springs, Nebraska, ID-Nr. 74001140
- Camp Sherman Community Hall, in Camp Sherman, Oregon, ID-Nr. 03000070
- Camp Sherwood Forest Historic District, in Elsberry, Missouri, ID-Nr. 85000512
- Camp Six, in Tacoma, Washington, ID-Nr. 73001885
- Camp Sloggett, in Kokee, Hawaii, ID-Nr. 93000773
- Camp Smokey/Company 1713 Historic District, in Cassville, Missouri, ID-Nr. 85000513
- Camp Spring House, in Camp Springs, Kentucky, ID-Nr. 83002599
- Camp Three Forks, in Silver City, Idaho, ID-Nr. 72000445
- Camp Topridge, in Keese Hill, New York, ID-Nr. 86002952
- Camp Tosebo, in Red Park, Michigan, ID-Nr. 00000644
- Camp Trousdale Site, in Portland, Tennessee, ID-Nr. 98001187
- Camp Uncas, in Town of Long Lake, New York, ID-Nr. 86002937
- Camp Wapanachki, in Mt. Tremper, New York, ID-Nr. 94001372
- Camp Washington-Carver Complex, in Clifftop, West Virginia, ID-Nr. 80004017
- Camp Welfare, in Ridgeway, South Carolina, ID-Nr. 84000586
- Camp White Sulphur Springs Confederate Cemetery, in Sulphur Springs, Arkansas, ID-Nr. 04001512
- Camp Wild Air, in Upper St. Regis, New York, ID-Nr. 86002930
- Camp Williams Hostess House/Officers’ Club, in Camp W. G. Williams, Utah, ID-Nr. 85000816
- Camp Wyoda, in West Fairlee, Vermont, ID-Nr. 03000895